# Комиссарский суд
Комиссарский суд — временный суд в Великом княжестве Литовском для рассмотрения главным образом земельных претензий частных землевладельцев, монастырей и городов к держателям королевских имений.
Судьями выступали комиссары, которых назначал великий князь Литовский, в XVIII веке — задворный асессорский суд. Судебное дело рассматривалось на месте с вызовом сторон и свидетелей, осмотром границ поместья. Комиссарский суд определял границы земельных владений и метил их на местности, о чем составлялся акт. Апелляции на приговоры комиссарского суда предоставлялись в обычном порядке, с 1774 года. — в задворный асессорский суд.